# Segrate
Segrate är en kommun och en ort i storstadsregionen Milano, innan 31 december 2014 i provinsen Milano, i regionen Lombardiet i Italien. Orten ligger nära staden Milano. Kommunen hade 35 935 invånare (2018).
Milano-Linate flygplats ligger i kommunen, ca 8 kilometer från Milano.